# Почтовый адрес

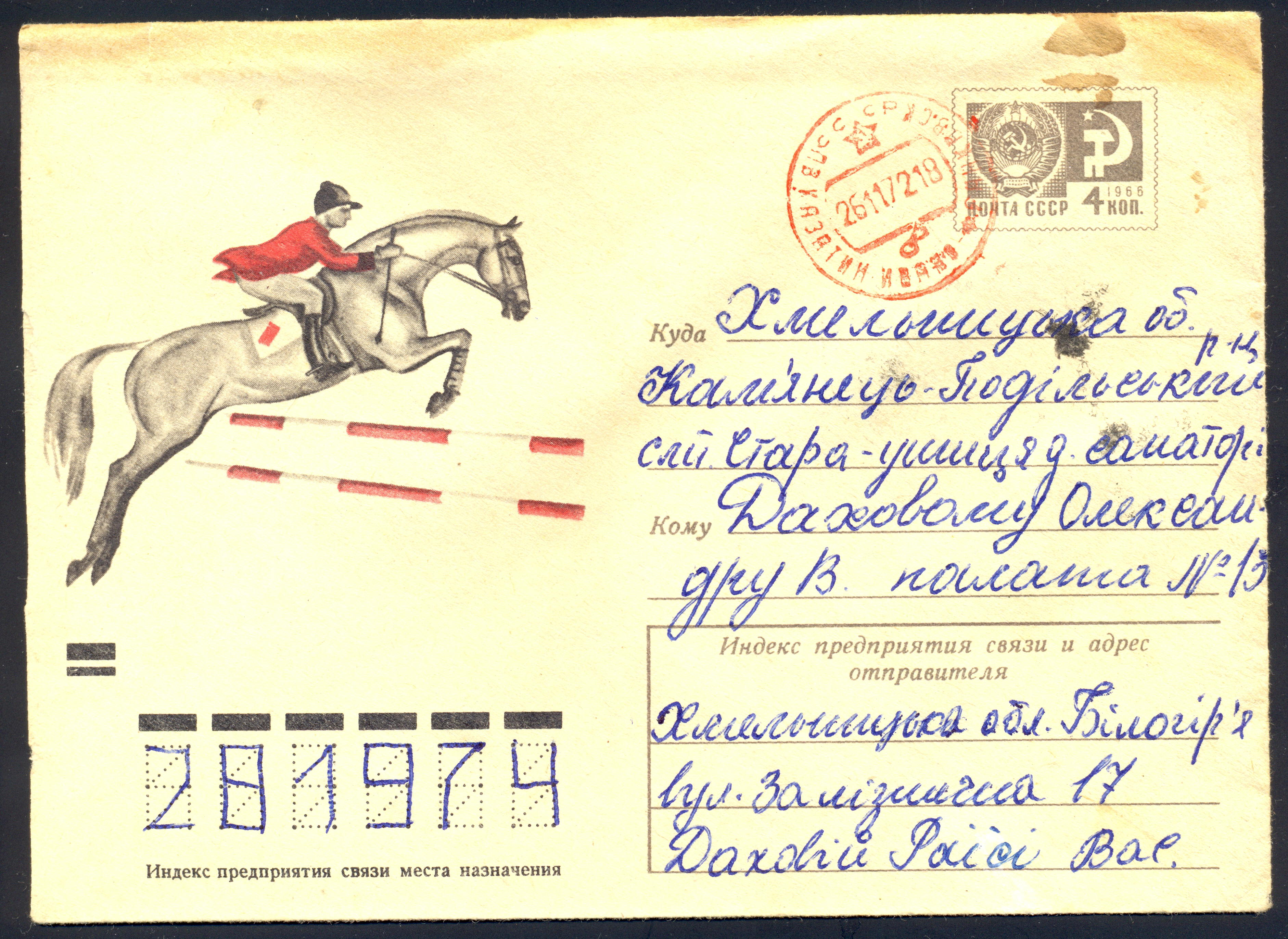
Адреса получателя и отправителя на адресных линейках конверта СССР, заполненные по образцу, принятому в советское время

Почто́вый а́дрес, а́дрес (фр. adresse и adresser «направлять») — описание места нахождения объекта адресации, структурированное в соответствии с принципами организации местного самоуправления и включающее в себя наименование элемента планировочной структуры (при необходимости), элемента улично-дорожной сети, а также цифровое и (или) буквенно-цифровое обозначение объекта адресации, позволяющее его идентифицировать.
В узком смысле: текст, нанесенный в установленной форме на почтовое отправление, в котором указываются имя и местонахождение получателя, а также отправителя.
Адрес, присвоенный объекту адресации, должен отвечать следующим требованиям:
- уникальность — один и тот же адрес не может быть присвоен более чем одному объекту адресации;
- обязательность — каждому объекту адресации должен быть присвоен адрес;
- легитимность — правовую основу адреса обеспечивает соблюдение процедуры присвоения объекту адресации адреса, изменения и аннулирования такого адреса, а также внесение адреса в государственный адресный реестр[7].

## Производные термины
Адреса́т (или получатель) — человек или организация, которым адресованы почтовое отправление, почтовый перевод денежных средств, телеграфное или иное сообщение.
Адреса́нт (или отправитель) — человек или организация, которые адресуют почтовое отправление, почтовый перевод денежных средств, телеграфное или иное сообщение.

## Описание
Адрес обычно состоит из:
- имени, отчества, фамилии или названия организации (и нужного подразделения);
- улицы (проспекта, переулка и так далее), номера дома (строения) с добавлением литеры, иногда номера подъезда, квартиры или номера абонентского ящика;
- почтового индекса и города.

| Бланк абонемента с доставочной карточкой СССР для подписки на газету или журнал (форма СП-1, 1990-е), с адресными линейками для указания почтового адреса подписчика | Бланк абонемента с доставочной карточкой СССР для подписки на газету или журнал (форма СП-1, 1990-е), с адресными линейками для указания почтового адреса подписчика |
| --- | --- |
| | |
| Лицевая и обратная стороны | |

В международных посланиях также добавляют указание страны, желательно на одном из международных языков, например, на французском или английском языке.

## Виды адресов
Для физических и юридических лиц в России существуют следующие виды адресов.
| Физические лица           | Юридические лица  |
| адрес по месту пребывания | фактический адрес |
| адрес по месту жительства | юридический адрес |
| адрес абонентского ящика  |                   |

Кроме того, существует особая форма адреса — «до востребования», когда отправление хранится в почтовом учреждении по месту назначения до его востребования адресатом.
Для формирований вооружённых сил России, ранее Союза ССР (подразделений, воинских частей (кораблей), соединений и так далее), и личного состава, проходящего в них службу, как с точки зрения режима секретности, так и с точки зрения удобства написания почтового адреса (чтобы не менять его при передислокации), в качестве адреса используется номер (№) полевой почты (П. П.), для находящихся за рубежом, или войсковой части (В/Ч), территория России.

## Международные адреса
Как видно на примере бланка подписного абонемента, фотография которого приведена выше, в СССР был принят обратный современному порядок указания частей адреса, соответствующий порядку прохождения почтового отправления, — от наиболее общего (название страны) к наиболее частному (название региона внутри страны, населённого пункта внутри региона, транспортной магистрали внутри населённого пункта, номера дома по данной магистрали (графа «Куда»), фамилии и инициалов получателя (графа «Кому»)). В 1990-х годах российская почта изменила данный порядок на противоположный — международно принятый, где на первом месте указывается адресат, а на втором — элементы его адреса.
Структуру международных адресов определяет часть 08 стандарта ISO/IEC 19773.
Как правило, международный адрес состоит из следующих элементов, идущих обычно в таком порядке:
```
Имя получателя
Название компании (если указывается рабочий адрес)
Улица, номер дома, корпус или строение
Район (редко, встречается в английских и 
ирландских
 адресах)
Город
Страна
Почтовый индекс
```

При этом в зависимости от стандарта принятого в стране, каждый из этих элементов адреса может принимать различный вид. Например, в Германии принято писать номер дома после названия улицы:
```
Jagdfeldring 81
```

В то же время в Англии и Ирландии, наоборот, сначала указывается номер дома, а потом улица:
```
12 Bell Barn Road
```

То же самое касается и почтового индекса. В Германии принято писать почтовый индекс перед названием города:
```
12435 Berlin
```

В Англии — после него:
```
London WC1X 9NX
```

Следует отметить, что в разных странах почтовые индексы имеют разные форматы, состоят в одних из них только из цифр (например, в России из шести, в США из пяти), а в других из сочетаний букв и цифр (например, в Великобритании — см. пример выше (London WC1X 9NX)).
Кроме того, в Европейском союзе часто пишется одно- или двухбуквенный код (всегда заглавными буквами) страны перед индексом, например:
```
D-80331 München — Германия
A-1010 Wien — 
Австрия
```

## Примеры по некоторым странам

### Россия
Города
Латинскими буквами:
```
Andrei Sergeevich P`yankov
ulitsa Lesnaya, 5, kv. 176
Moscow
Russia
125075
```

Кириллицей:
```
Пьянков Андрей Сергеевич
Лесная ул., д. 5, кв. 176
Москва
Россия
125075
```

Другие населённые пункты
Латинскими буквами:
```
Andrei Sergeevich P`yankov
ulitsa Orehovaya, 25
Lesnoe
Alekseevsky raiyon
Voronejskaya oblast
Russia
247112
```

Кириллицей:
```
Пьянков Андрей Сергеевич
Ореховая ул., д. 25
пос. Лесное
Алексеевский р-н
Воронежская обл.
Россия
247112
```

#### Рекомендация «Грамоты.ру»
Справочно-информационный портал «Грамота.ру» даёт следующие рекомендации по употреблению названий улиц на русском языке, в том числе в почтовых адресах. Слова улица, проспект, бульвар и т. п. принято ставить после согласованных определений: Садовая улица, Невский проспект, Цветной бульвар и т. д. Если же названия представляют собой несогласованные определения, то используется иной порядок слов: улица Пушкина, проспект Мира и т. п.

### Другие страны
Германия
```
Herrn
Max Mustermann
Musterstr. 123 
12345 Musterstadt
Deutschland
[
18
]
```

 Великобритания
```
Mr. John Hutson
18—24 Swinton Street
London WC1X 9NX
UK
[
19
]
```

 США
- Типы улицы обычно сокращаются стандартным образом, например Street записывается как «St», Lane — «Ln», Road — «Rd», Turnpike — «Tpke» и т. д.
- Номер дома с улицей принято называть первой строкой адреса. Иногда присутствует вторая строка, которой обычно обозначают номер офиса или квартиры — Ste 202 (Suite 202), Apt 42 (Apartment 42).
- Название страны нужно писать только в отправлениях из-за рубежа.
- Если присутствует имя компании, его пишут под именем получающего лица.
- USPS не рекомендует использовать запятые, точки и другие знаки препинания[20].

| Пример                                                                | Формат                                                       | Примечание                 |
| --------------------------------------------------------------------- | ------------------------------------------------------------ | -------------------------- |
| Jeremy Martinson 455 Larkspur Dr. California Springs, CA 92926 USA    | Имя Фамилия Номер дома Имя улицы Город, Код штата ZIP-код    | Типичный формат            |
| JEREMY MARTINSON 455 LARKSPUR DR CALIFORNIA SPRINGS CA 92926‑4601 USA | Имя Фамилия Номер дома Имя улицы Город Код штата Код ZIP + 4 | Формат, рекомендуемый USPS |

 Япония
| Иероглифами | Альтернативное написание                                                                                   | Латинскими буквами |
| --- | --- | --- |
| 〒二一一－八五八八 神奈川県川崎市中原区上小田中 四丁目一番一号 株式会社富士通研究所 ネットワークシステム研究所 田中 太郎 様 | 〒211-8588 神奈川県川崎市中原区上小田中４-１-１ 株式会社富士通研究所 ネットワークシステム研究所 田中太郎様 | Mr. Taro Tanaka Fujitsu Limited Optical Network Systems Development 4-1-1 Kamikodanaka Nakahara-ku Kawasaki-shi Kanagawa-ken 211-8588 JAPAN |